# Virginia Slims of San Diego 1987
Virginia Slims of San Diego 1987 — жіночий тенісний турнір, що проходив на відкритих кортах з твердим покриттям San Diego Tennis & Racquet Club у Сан-Дієго (США). Належав до турнірів категорії 1+ в рамках Туру WTA 1987. Турнір відбувся вчетверте і тривав з 3 серпня до 9 серпня 1987 року. Третя сіяна Раффаелла Реджі здобула титул в одиночному розряді.

## Фінальна частина

### Одиночний розряд
Раффаелла Реджі —  Енн Мінтер 6–0, 6–4
- Для Реджі це був 1-й титул в одиночному розряді за сезон і 4-й — за кар'єру.

### Парний розряд
Яна Новотна /  Катрін Сюїр —  Еліз Берджін /  Шерон Волш 6–3, 6–4